# Schwärzesee
Der Schwärzesee ist ein natürliches Gewässer im Brandenburger Landkreis Barnim. Er liegt etwa sieben Kilometer südwestlich des Stadtzentrums von Eberswalde.
Der Schwärzesee befindet sich im Naturschutzgebiet Nonnenfließ-Schwärzetal. Er hat eine Fläche von 19,8 Hektar und ist von Mischwäldern umgeben. Der Schwärzesee liegt südlich von Finow an der Straße nach Biesenthal, etwa 1,5 km südöstlich des Flugplatzes Eberswalde-Finow und 4 km westlich des Zoologischen Gartens Eberswalde.

## Geschichte
Der Name Schwärze für den See und den ihn entwässernden Fluss ist seit 1300 urkundlich belegt. Er lässt sich vom slawischen Svirč = Grille, Heimchen ableiten.
Am Nordrand des Schwärzesee entstand im 17. Jahrhundert ein Teerofen, der in der ersten Hälfte des 19. Jahrhunderts stillgelegt wurde. Das Gehöft wurde 1851 in die Försterei Schwärze umgewandelt.

## Natur und Nutzung
Dem Schwärzesee wird Wasser von verschiedenen Quellgräben im Westen und Süden zugeführt. Er wird durch die Schwärze in nordöstlicher Richtung zum Finowkanal entwässert.
Der See ist ein beliebtes Bade- und ein ausgewiesenes Angelgewässer (Kreisanglerverband Barnim e. V., Gewässer-Nr. F 04-109).

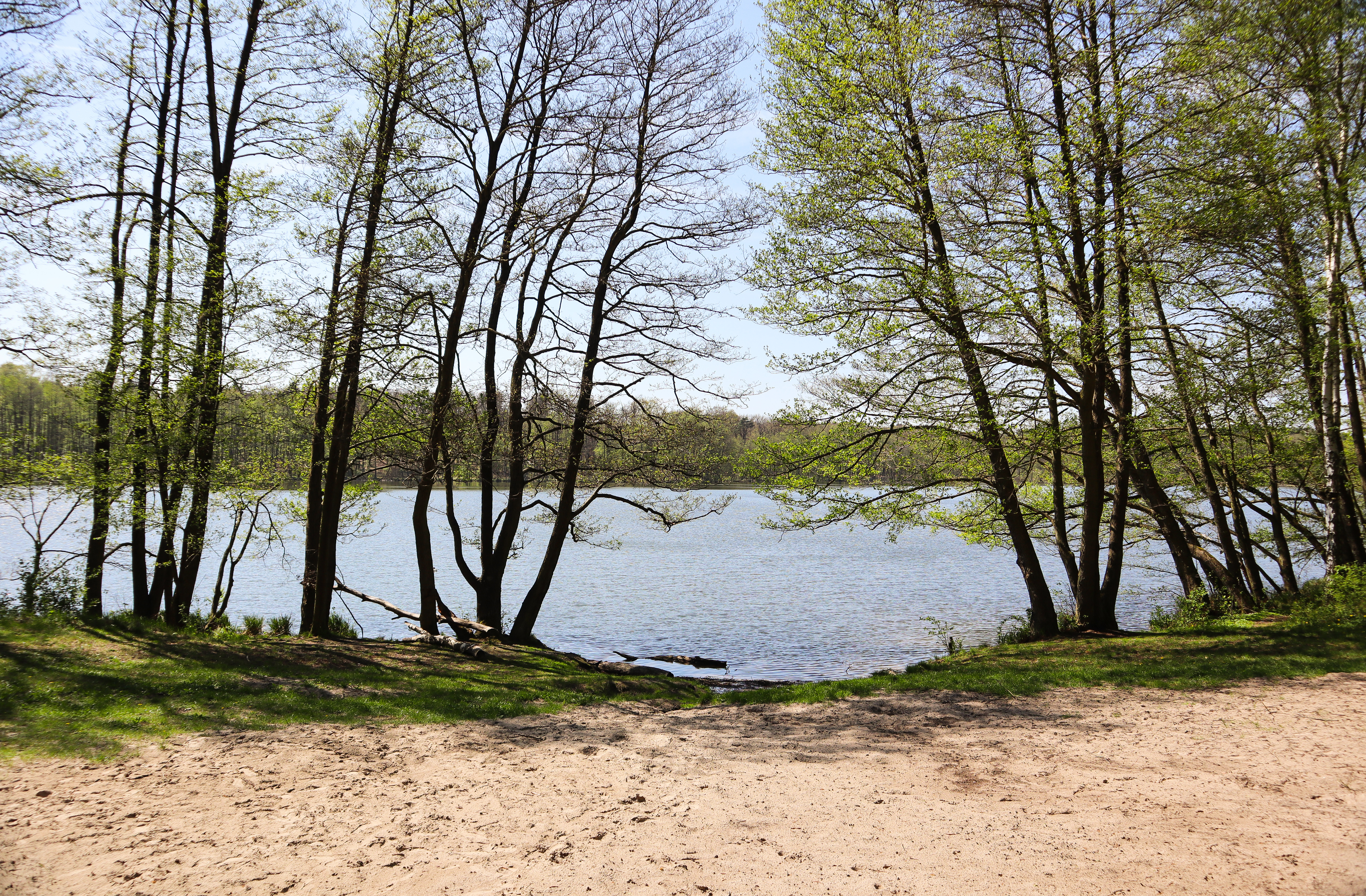
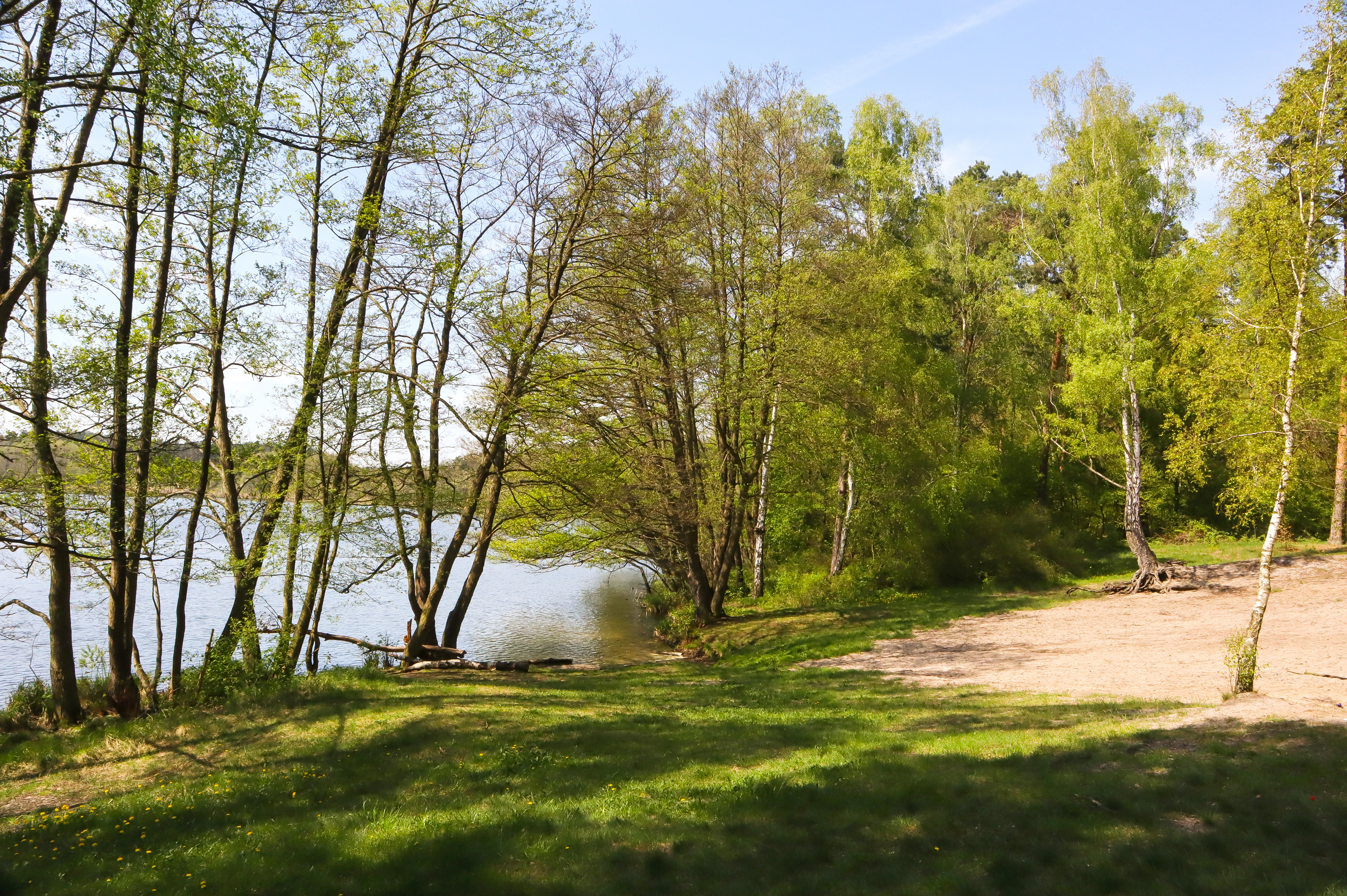
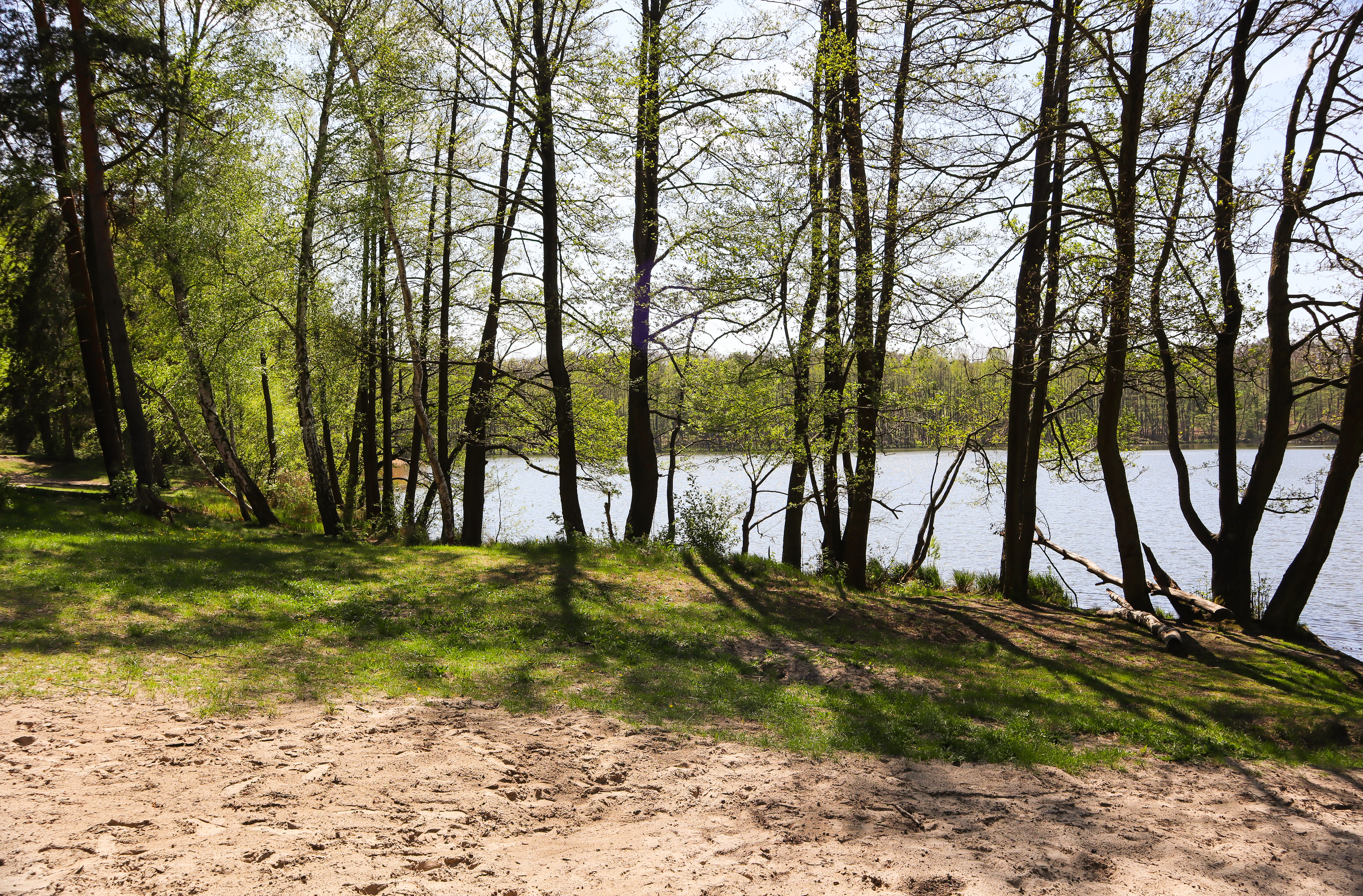
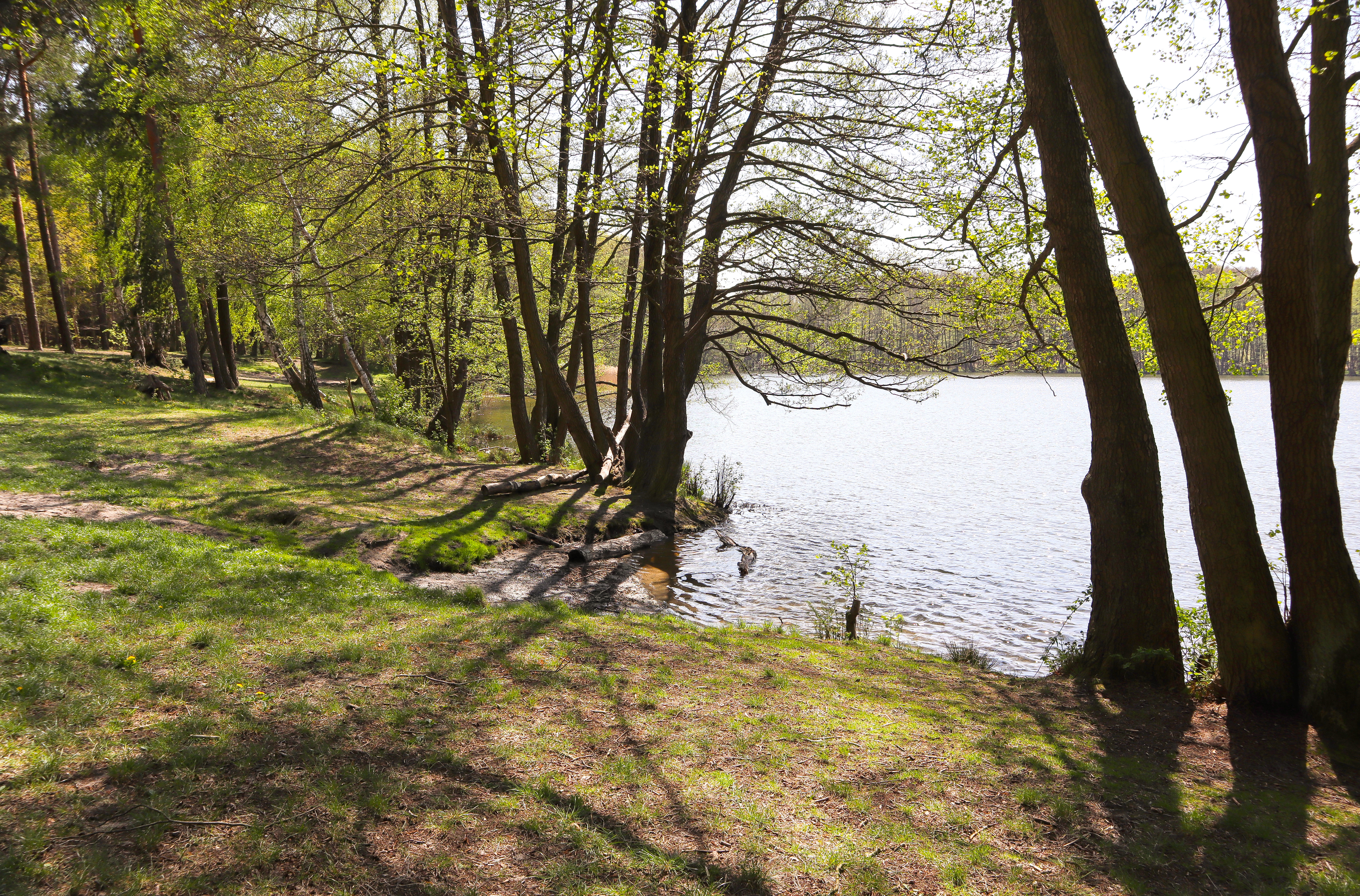
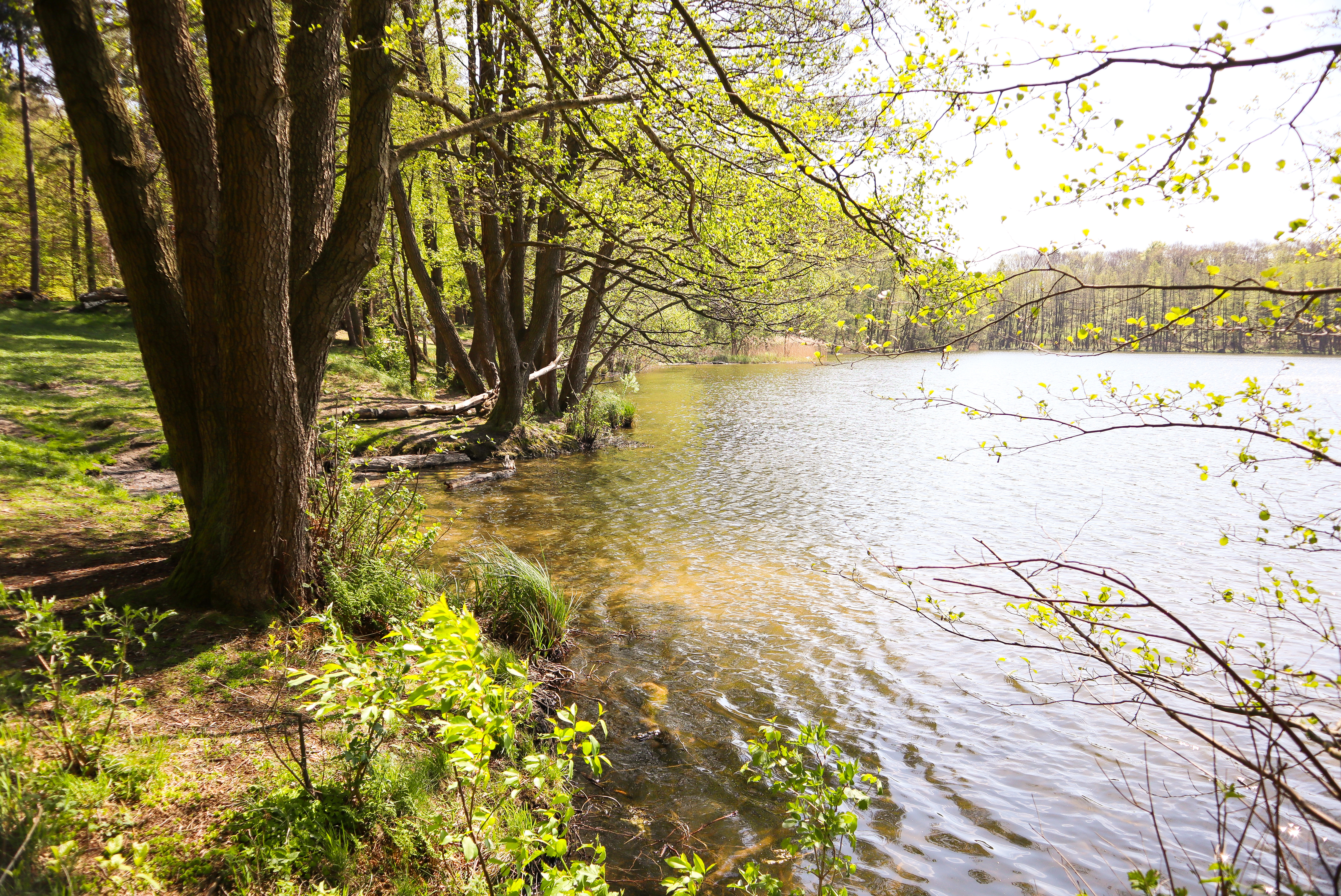
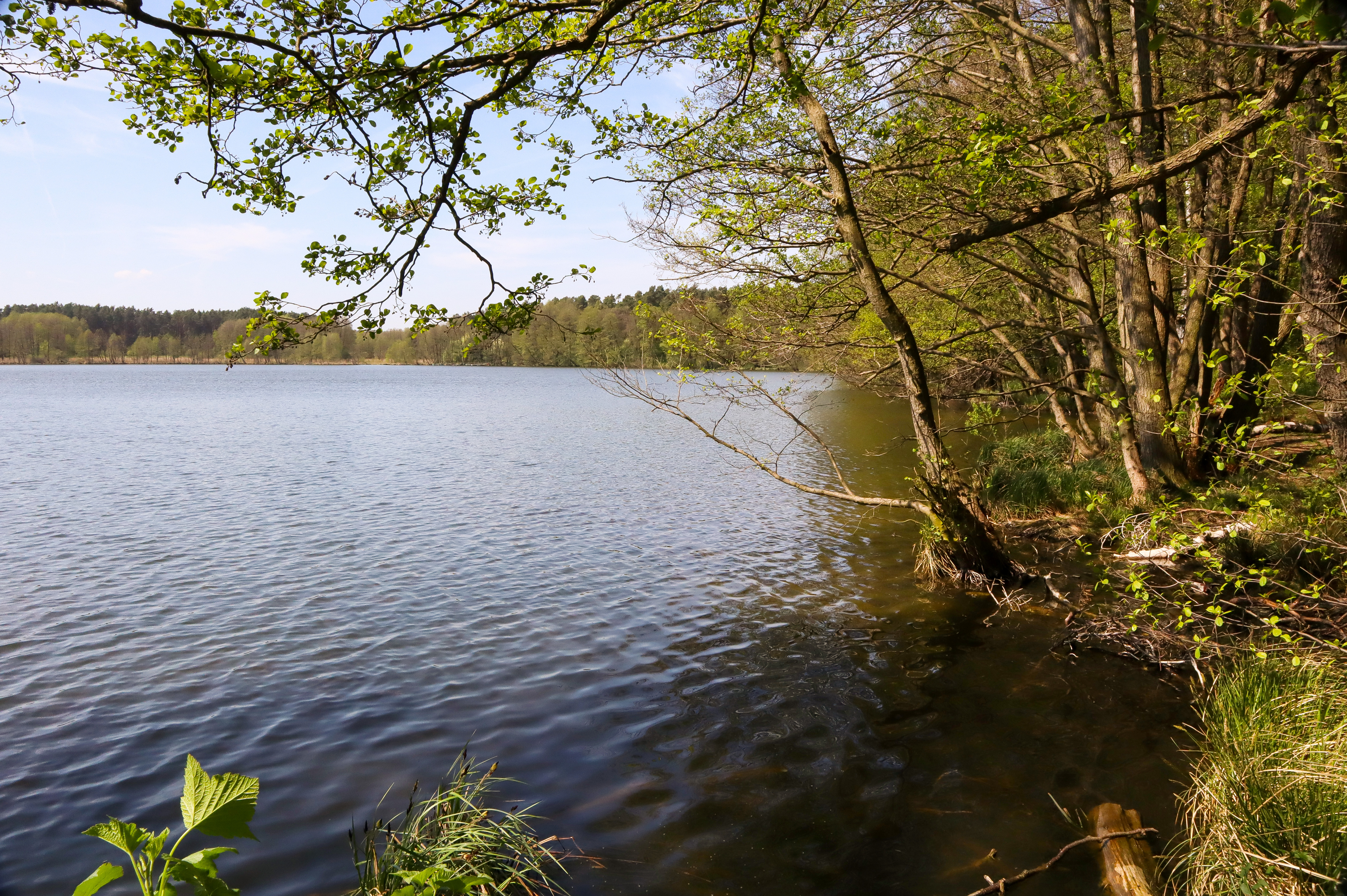